# Tipula (Pterelachisus) badakhensis
Tipula (Pterelachisus) badakhensis is een tweevleugelige uit de familie langpootmuggen (Tipulidae). De soort komt voor in het Palearctisch gebied.